# Campo Bom
Campo Bom este un oraș în Rio Grande do Sul (RS), Brazilia.